# Saint-Mandé (métro de Paris)
Ne doit pas être confondu avec Gare de Saint-Mandé.
Pour les articles homonymes, voir Saint-Mandé (homonymie).
Pour la station de la ligne 6 autrefois nommée Saint-Mandé, voir Picpus (métro de Paris).
Saint-Mandé est une station de la ligne 1 du métro de Paris, située à la limite des communes de Saint-Mandé et de Vincennes.

## Situation
La station est implantée sous l'amorce de l'avenue de Paris (D 120) à Saint-Mandé, entre la place du Général-Leclerc et la rue du Parc. Approximativement orientée selon un axe est-ouest, elle s'intercale entre les stations Porte de Vincennes et Bérault.

## Histoire
La station est ouverte le 24 mars 1934 avec la mise en service du premier prolongement de la ligne 1 à travers la banlieue parisienne, depuis Porte de Vincennes jusqu'à l'actuel terminus oriental de Château de Vincennes ; cette extension constitue l'une des trois premières du réseau hors des limites administratives de la capitale, avec le prolongement de la ligne 9 jusqu'à Pont de Sèvres et celui de la ligne 12 jusqu'à Mairie d'Issy, ce dernier étant inauguré à la même date.
La dénomination initiale de la station, Tourelle, renvoie à la présence historique de tours de défense avancée du Château de Vincennes, détruites cependant depuis bien longtemps mais dont la toponymie a survécu depuis lors.
Rapidement, dès le 26 avril 1934, elle change de nom au profit de Saint-Mandé - Tourelle afin de souligner sa localisation sur le territoire de la commune de Saint-Mandé. Pour éviter toute confusion avec la station Saint-Mandé de la ligne 6, celle-ci prend son appellation actuelle de Picpus près de trois semaines avant l'inauguration de la station de la ligne 1.
À compter des années 1960, les piédroits sur les quais sont revêtus d'un carrossage métallique avec montants horizontaux jaunes et cadres publicitaires dorés éclairés, aménagement qui sera par la suite complété de sièges blancs de style « Motte ».
Depuis la fin des années 1990, la dénomination de la station est abrégée en Saint-Mandé. Avec Le Kremlin-Bicêtre (ligne 7), Saint-Ouen (ligne 14), L'Haÿ-les-Roses (ligne 14) et Chevilly-Larue (ligne 14), il s'agit aujourd'hui d'une des cinq stations du réseau à porter uniquement le nom de la commune sur le territoire de laquelle elles se situent respectivement.
Dans le cadre du programme « Renouveau du métro » de la RATP, les couloirs de la station ont été rénovés le 26 juillet 2002, puis ce fut au tour des quais en 2010 à l'occasion de l'automatisation de la ligne 1. Cette dernière modernisation entraîne la dépose du carrossage des piédroits à compter de 2008, puis la disparition des faïences biseautées d'origine dans le style d'entre-deux-guerres de l'ex-CMP sur les quais, décoration caractérisée par des cadres publicitaires de couleur miel à motifs végétaux et le nom de la station incorporé dans la céramique. En parallèle, les quais ont été rehaussés durant le week-end du 17-18 mai 2008 afin de recevoir des portes palières, installées en mai 2010.
Selon les estimations de la RATP, la station a vu entrer 6 245 865 voyageurs en 2019, ce qui la place à la 57e position des stations de métro pour sa fréquentation. En 2020, avec la crise du Covid-19, son trafic annuel tombe à 3 487 584 voyageurs, ce qui la classe alors au 42e rang, avant de remonter progressivement en 2021 avec 3 944 640 entrants comptabilisés, la reléguant cependant à la 58e position des stations du réseau pour sa fréquentation cette année-là.

## Services aux voyageurs

### Accès
La station dispose de cinq accès, les quatre principaux étant agrémentés d'une balustrade de type Dervaux :
- l'accès 1 « Avenue Joffre », constitué d'un escalier fixe, débouchant au droit du no 178 de l'avenue Gallieni ;
- l'accès 2 « Avenue du Général-de-Gaulle », constitué d'un escalier fixe orné d'un candélabre Dervaux, se trouvant face au no 2 de cette avenue à l'angle avec l'avenue Gallieni ;
- l'accès 3 « Avenue Foch », constitué d'un escalier mécanique montant permettant uniquement la sortie depuis le quai en direction de Château de Vincennes, se situant au droit du no 125 bis de l'avenue de Paris ;
- l'accès 4 « Rue du Parc », constitué d'un escalier fixe doté d'un mât Dervaux, débouchant face au no 113 de l'avenue de Paris ;
- l'accès 5 « Place de la Prévoyance », constitué d'un escalier fixe également muni d'un totem Dervaux, se trouvant au droit du no 168 bis de l'avenue de Paris. Il s'agit de l'unique accès situé sur le territoire communal de Vincennes, faisant de la station une des deux seules du réseau, avec Saint-Ouen sur la ligne 14, à porter le nom d'une seule ville tout en disposant d'au moins une entrée établie sur une commune limitrophe.

Accès à la station
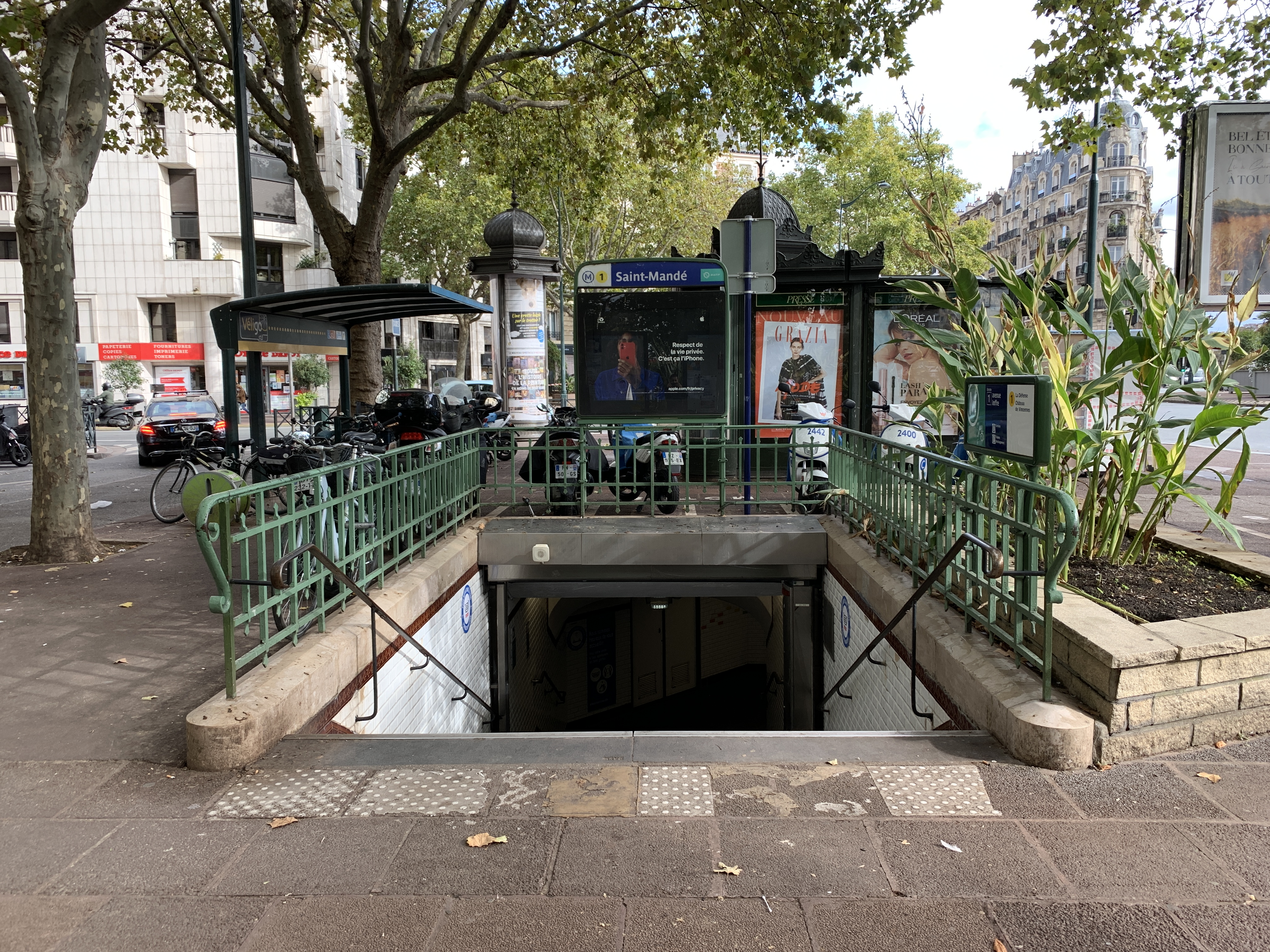
Accès no 1.
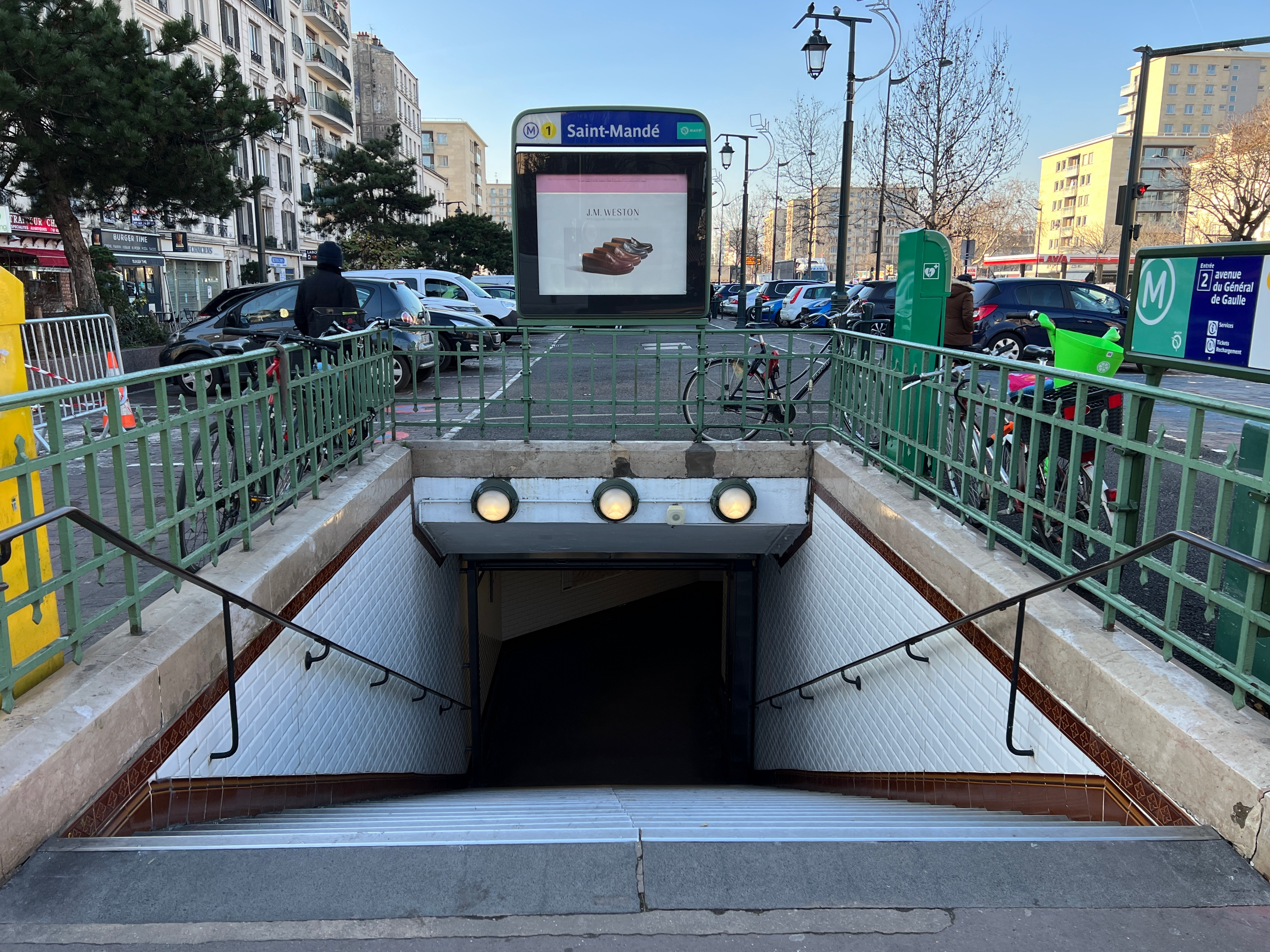
Accès no 2.
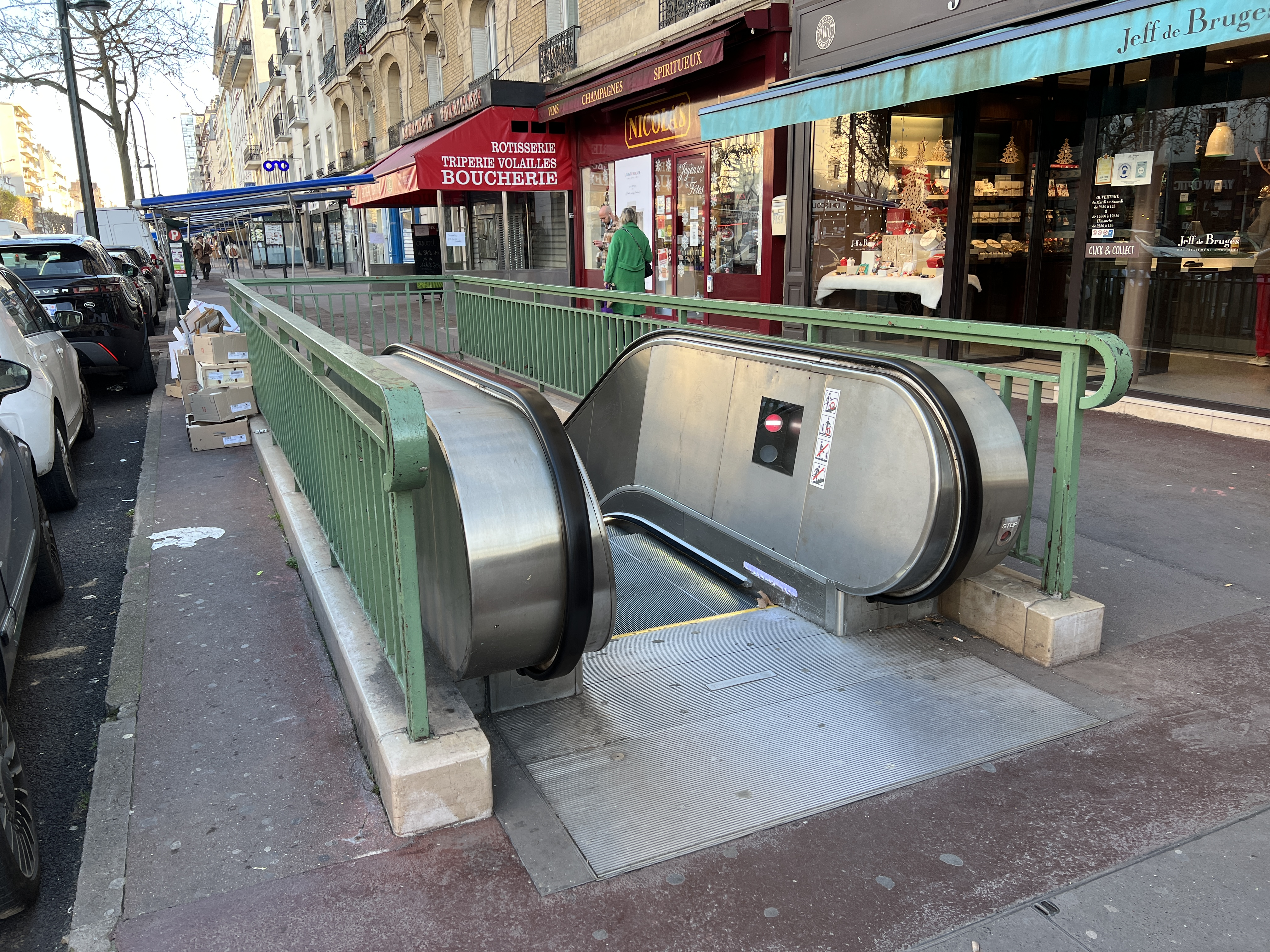
Accès no 3.
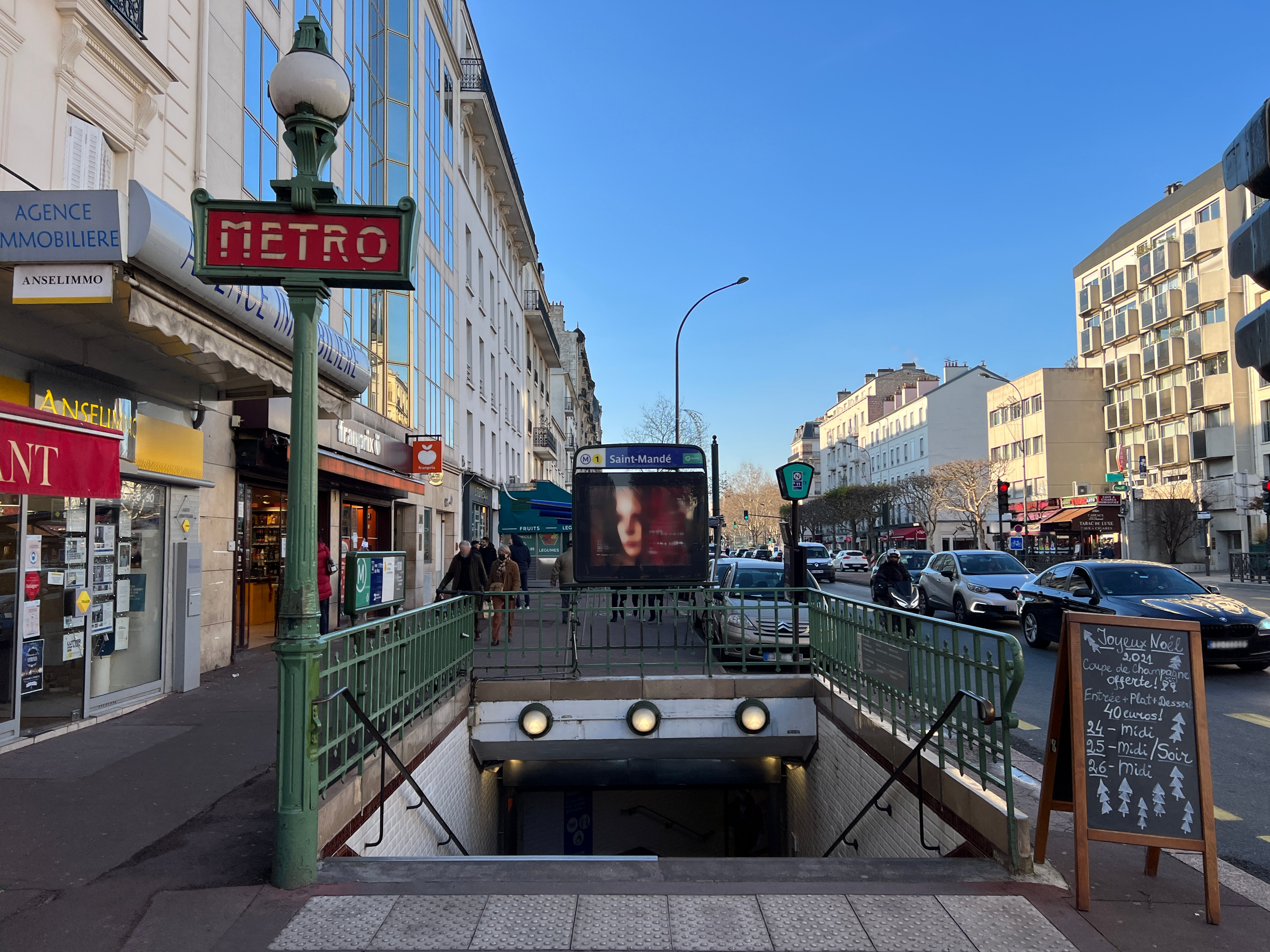
Accès no 4.
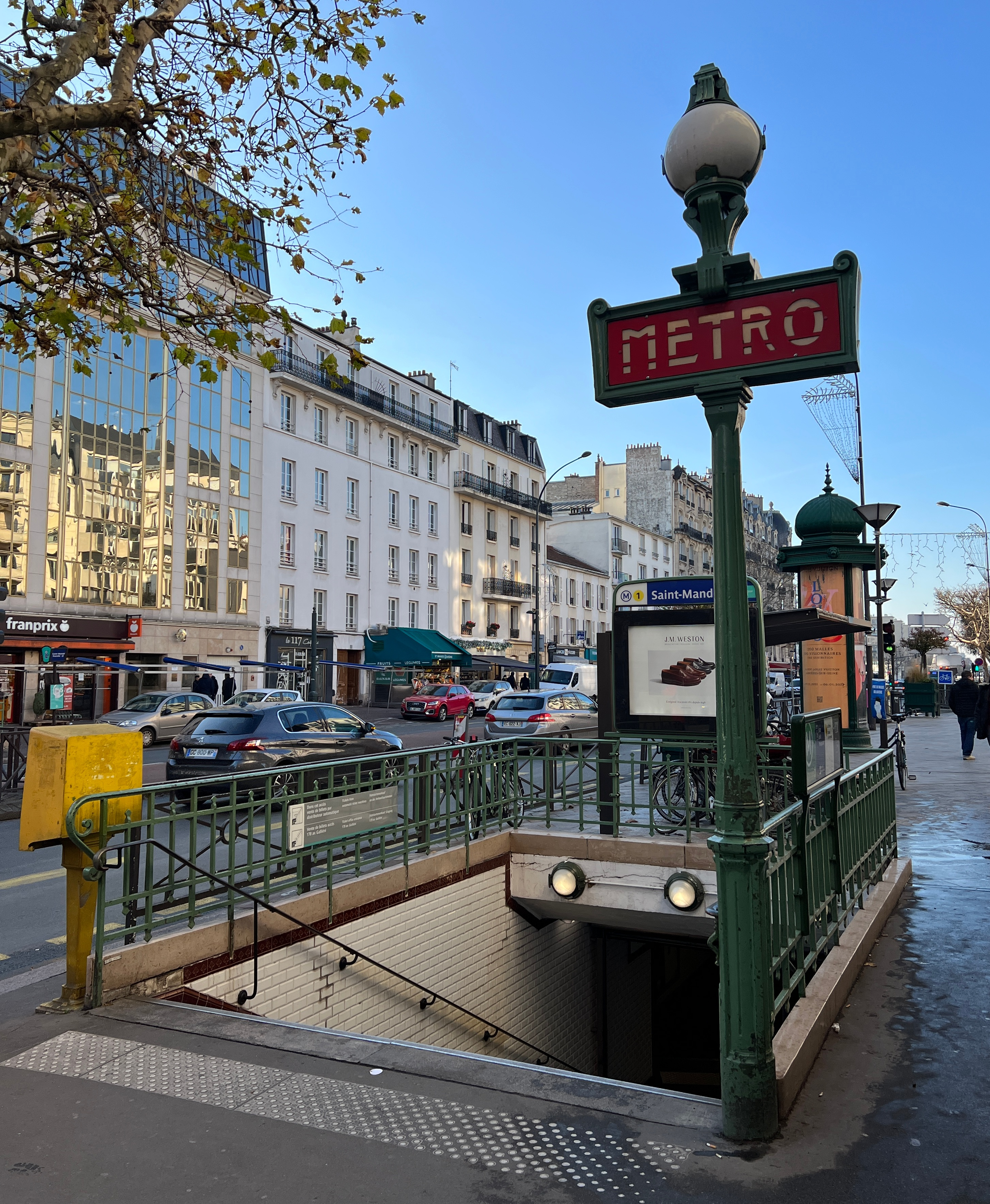
Accès no 5.

### Quais
Saint-Mandé est une station de configuration standard : elle possède deux quais de 105 mètres de longueur séparés par les voies du métro et la voûte est elliptique. La décoration est du style utilisé pour la majorité des stations du métro, combinée aux aménagements spécifiques de cette ligne depuis son automatisation : les bandeaux d'éclairage sont blancs et arrondis dans le style « Gaudin » du renouveau du métro des années 2000, et les carreaux de céramique blancs biseautés recouvrent les piédroits et les tympans, tandis que la voûte est peinte en blanc. Les cadres publicitaires sont en céramique blanche et le nom de la station est inscrit en police de caractères Parisine sur panneaux rétro-éclairés incorporés à des caissons parés de bois. Les quais sont équipés de sièges « Akiko » de couleur cyan ainsi que de portes palières mi-hauteur.

### Intermodalité
La station est desservie par les lignes de bus 86 et 325 du réseau de bus RATP et, la nuit, par la ligne N11 du réseau de bus Noctilien.

## À proximité
- Institut national de l'information géographique et forestière
- Hôpital d'instruction des armées Bégin
- Bois de Vincennes et Lac de Saint-Mandé en particulier

## Galerie de photographies

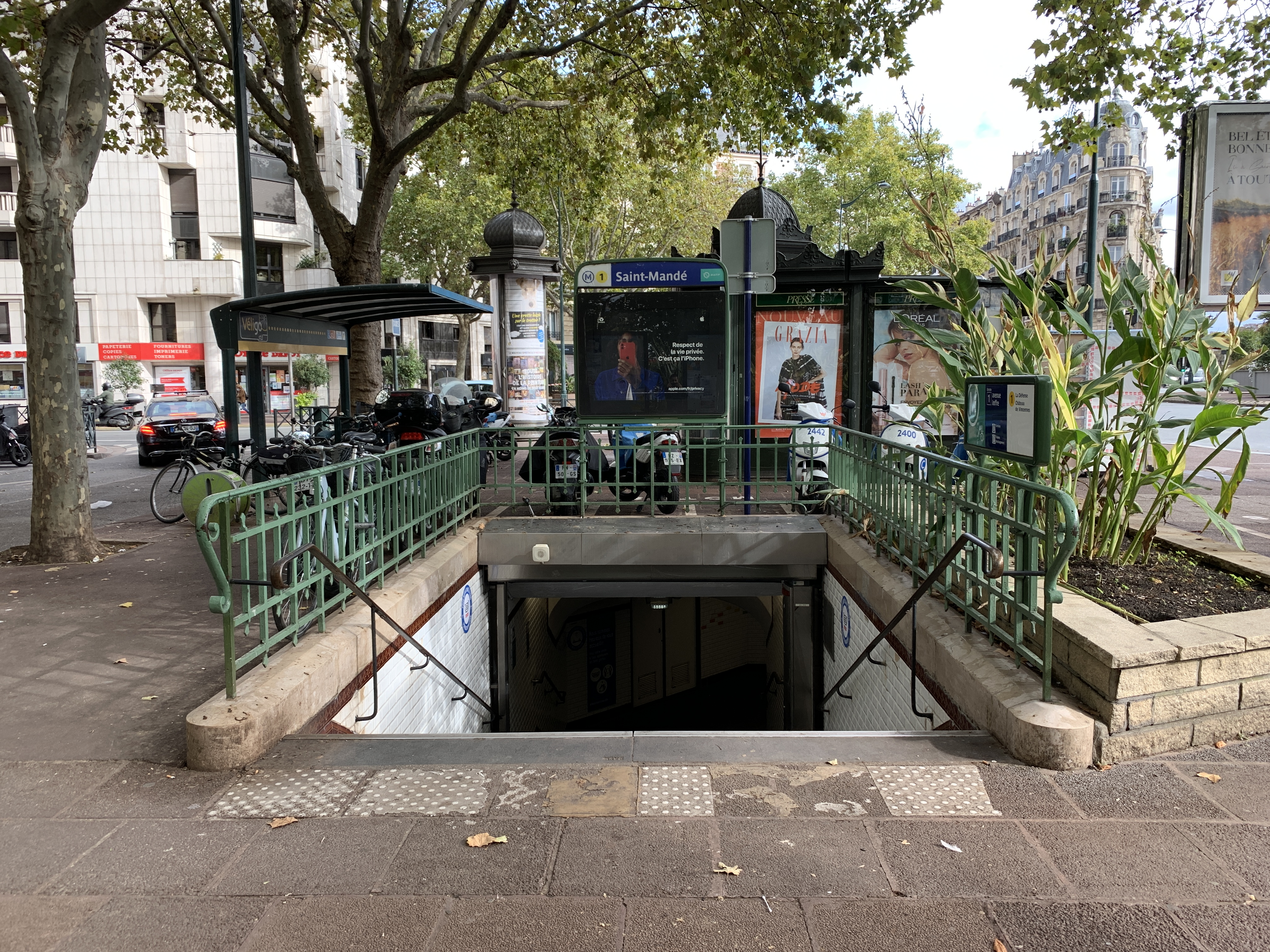
L'un des accès à la station.
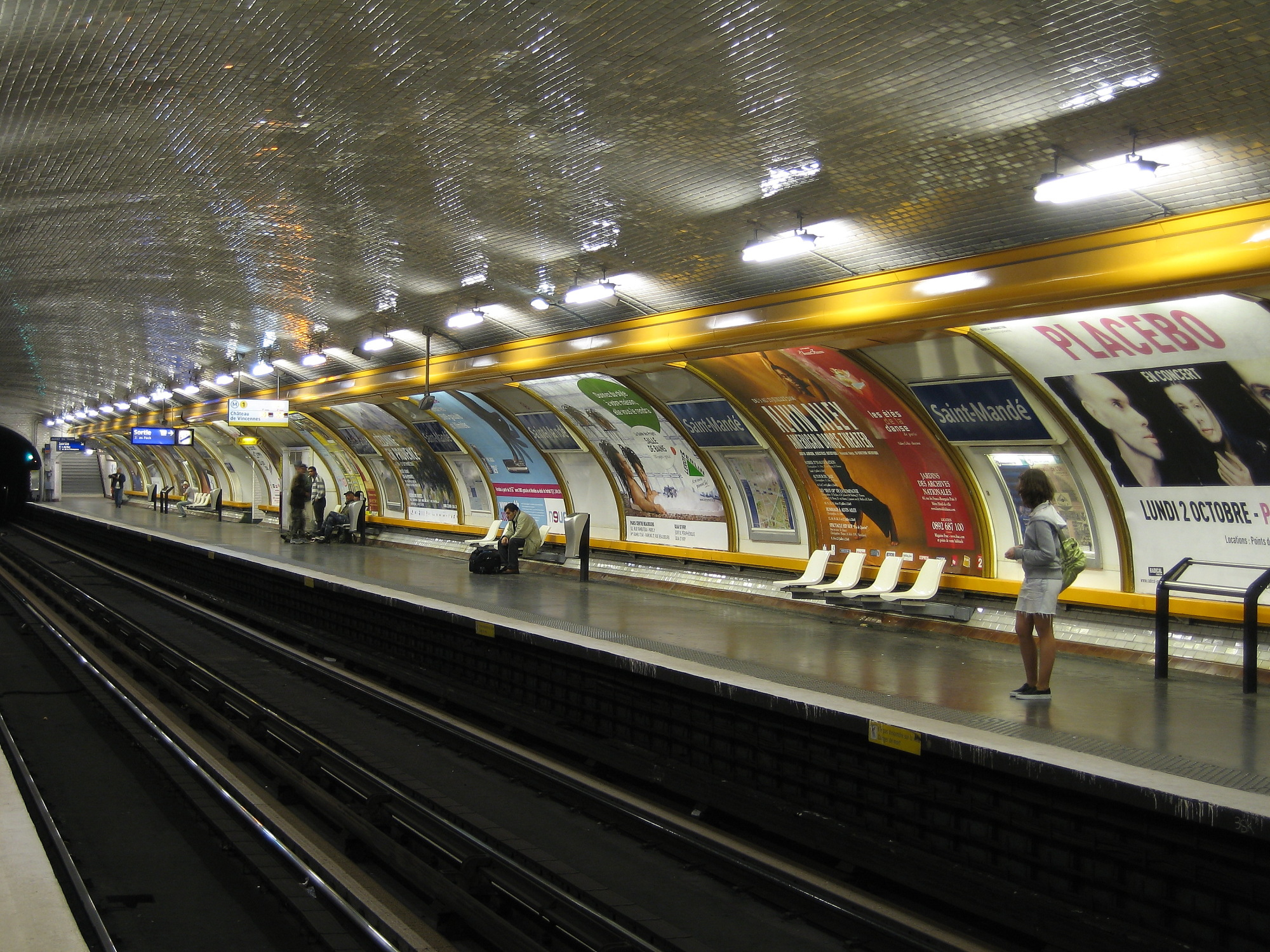
La station avant son décarrossage (2006).
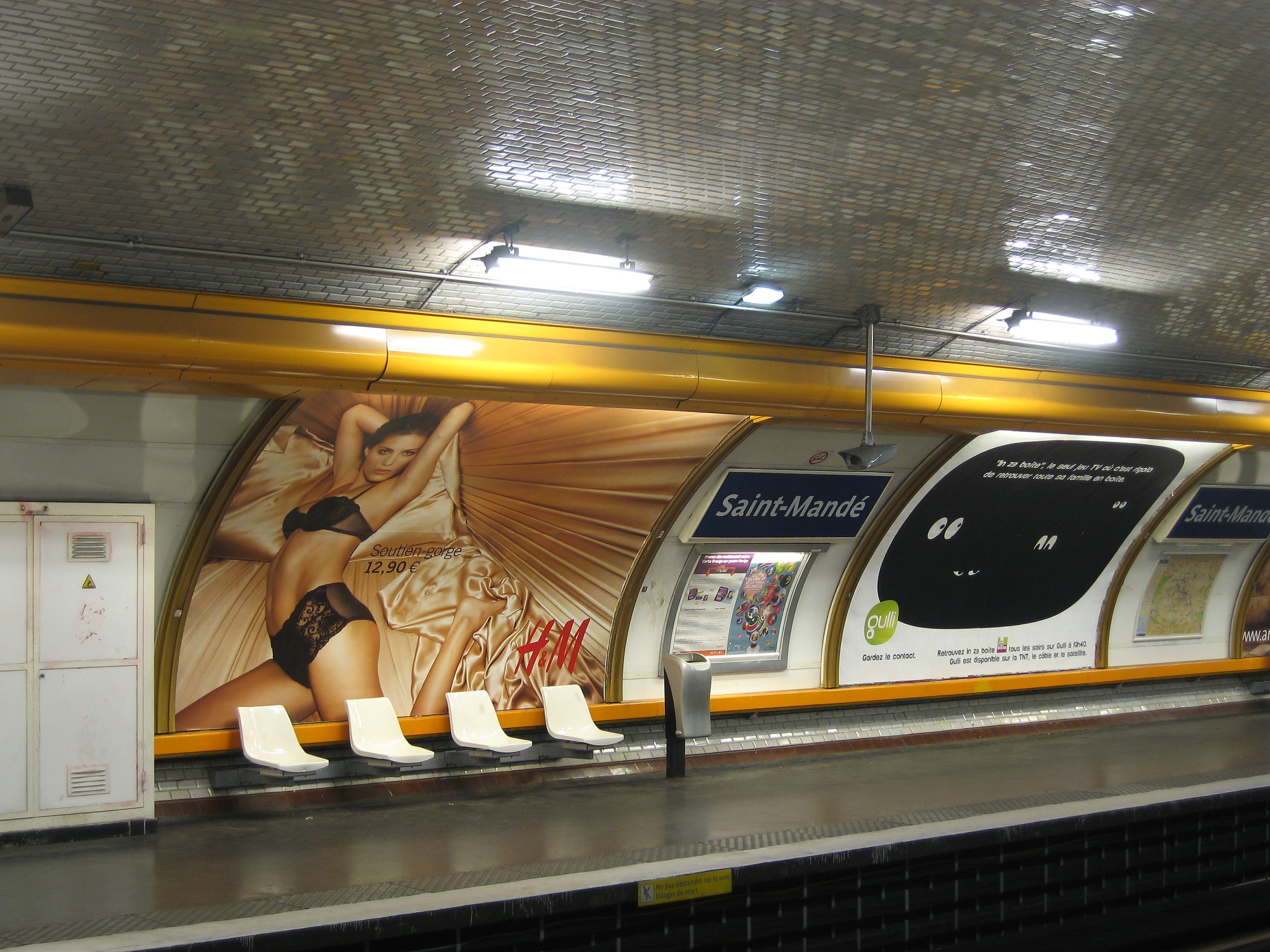
La station avant son décarrossage (2007).
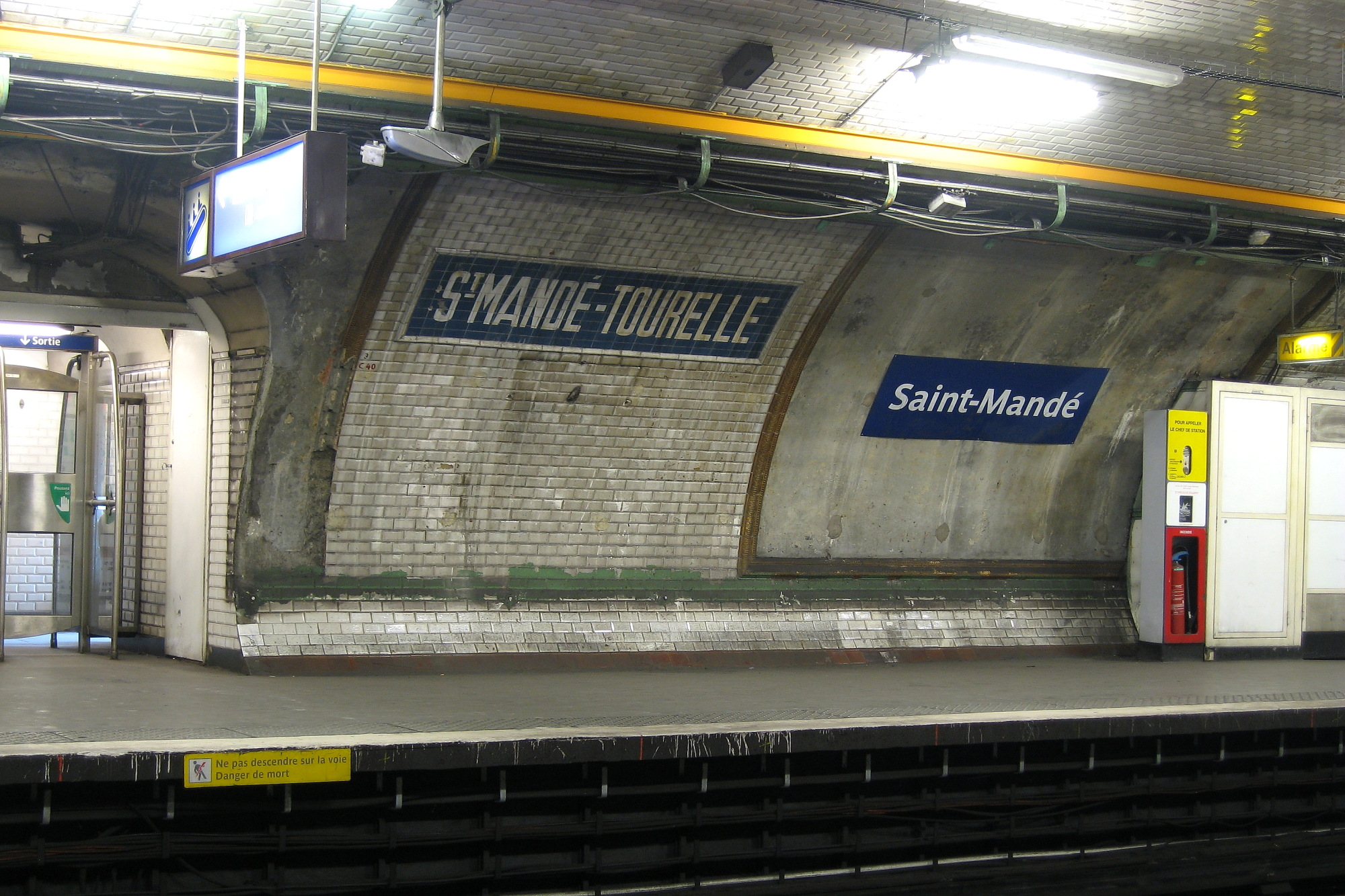
La station pendant son décarrossage (2008).
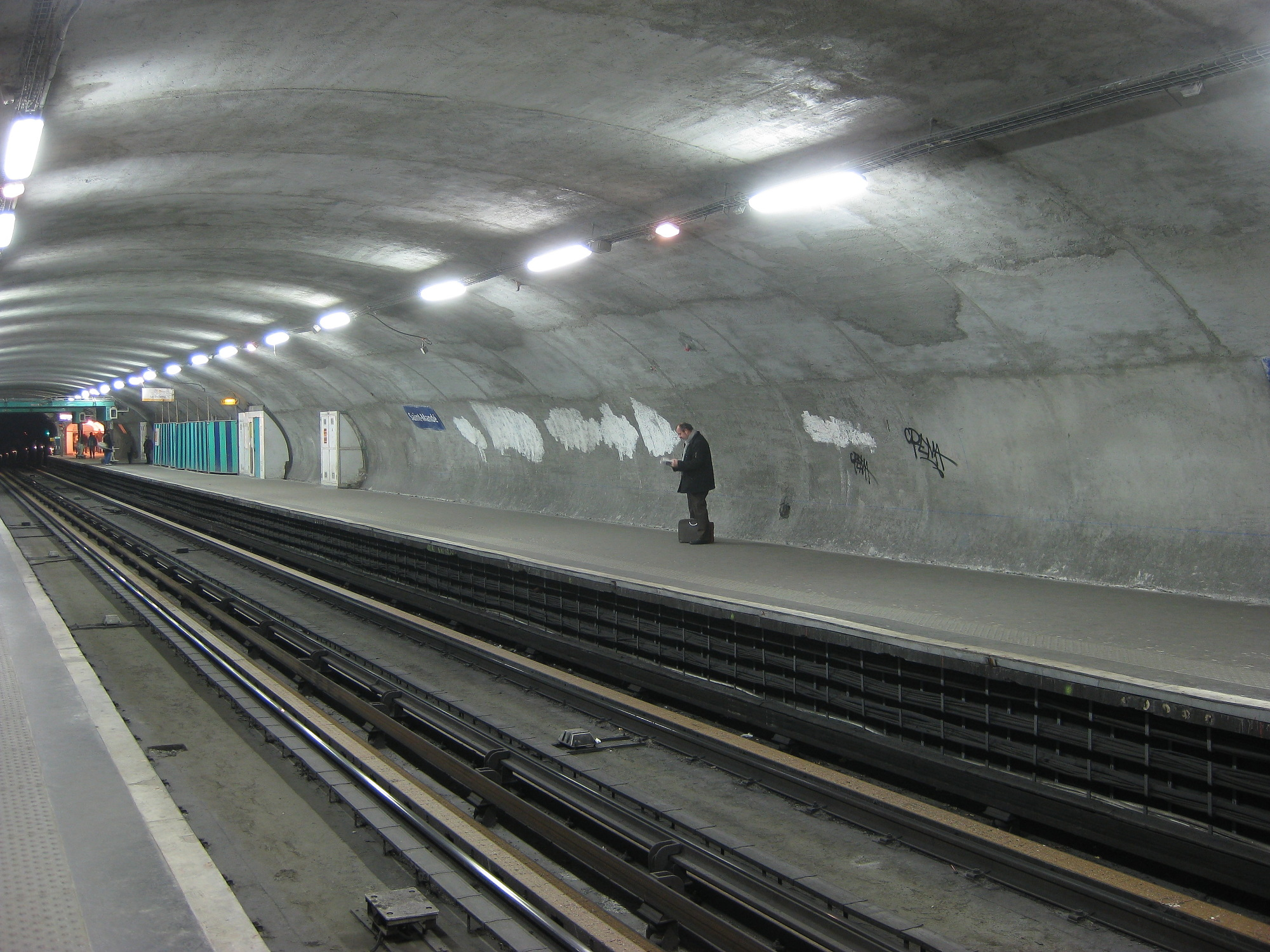
La station pendant sa rénovation (2009).